# 南昌采茶戏
南昌采茶戏，是于江西南昌地区的一种民间小调，通常流行地区还包括故南昌府的新建、安义、进贤、丰城、永丰及永修等。南昌采茶戏起源于清朝末期流行于赣中北一带的“花灯”和“十二月采茶调”，有“四大记”：《南瓜记》、《鸣冤记》、《辜家记》及《花轿记》。除此之外，《方卿戏姑》亦是南昌采茶戏中的知名曲目。